# Симон, Хуан
Хуан Эрнесто Симон (исп. Juan Ernesto Simón) (2 марта 1960, Росарио, Аргентина) — аргентинский футболист, защитник.

## Клубная карьера
Хуан Симон выступал за аргентинские «Ньюэллс Олд Бойз» и «Боку Хуниорс» и за французские «Монако» и «Страсбур».

## Международная карьера
Хуан Симон попал в состав сборной Аргентины на Чемпионате мира 1990 года. Из 7-ми матчей Аргентины на турнире появлялся во всех семи. Все эти игры он провёл без замен..

## Достижения

### Клубные
Бока Хуниорс
- Чемпионат Аргентины: Апертура 1992 (чемпион)
- Суперкубок Либертадорес: 1989 (победитель)
- Рекопа Южной Америки: 1990 (победитель)
- Кубок обладателей Суперкубка Либертадорес: 1992 (победитель)
- Золотой Кубок: 1993 (победитель)

Монако
- Кубок Франции: 1984/85 (победитель)